# Aarne Pohjonen
 (novembre 2024).
Pour les articles homonymes, voir Pohjonen.
Aarne Pohjonen, né le 29 mars 1886 à Luhanka (Finlande) et mort le 22 décembre 1938 à Vaasa (Finlande), est un gymnaste finlandais qui a participé aux Jeux olympiques d'été de 1908.